# Inspecció General de l'Exèrcit de Terra
La Inspecció General de l'Exèrcit de Terra (IGE) és l'òrgan del Suport per força responsable en l'àmbit de l'Exèrcit de Terra espanyol de la direcció, gestió, coordinació i control en matèria d'infraestructura, seguretat de les bases, vida en les unitats, centres i organismes en guarnició i de la prevenció de riscos laborals i del desenvolupament de la normativa sobre règim interior de les bases.
La IGE també desenvolupa, dins del marc de les seves competències, tasques relacionades amb propietats, protecció mediambiental i zones i instal·lacions d'interès per a la Defensa.
Es troba sota la dependència directa del Cap de l'Estat Major de l'Exèrcit de Terra.
Aquest organisme s'articula, des de la seva caserna general a Barcelona, en una prefectura, dues direccions i quatre subinspeccions: